# Amné
Amné (auch: Amné-en-Champagne) ist eine französische Gemeinde mit 569 Einwohnern (Stand: 1. Januar 2022) im Département Sarthe in der Region Pays de la Loire. Die Gemeinde gehört zum Arrondissement La Flèche und zum Kanton Loué. Die Bewohner werden Amnéens und Amnéennes genannt.

## Geografie
Amné liegt etwa 19 Kilometer westnordwestlich von Le Mans. Umgeben wird Amné von den Nachbargemeinden
- Bernay-Neuvy-en-Champagne mit Bernay-en-Champagne im Norden und Neuvy-en-Champagne im Norden und Nordosten,
- Coulans-sur-Gée im Osten,
- Brains-sur-Gée im Süden,
- Auvers-sous-Montfaucon im Süden und Südwesten,
- Longnes im Westen und Südwesten,
- Épineu-le-Chevreuil im Westen,
- Ruillé-en-Champagne im Nordwesten.

## Bevölkerungsentwicklung
| 1962                       | 1968 | 1975 | 1982 | 1990 | 1999 | 2006 | 2013 | 2020 |
| -------------------------- | ---- | ---- | ---- | ---- | ---- | ---- | ---- | ---- |
| 462                        | 437  | 384  | 354  | 321  | 334  | 435  | 530  | 580  |
| Quellen: Cassini und INSEE |      |      |      |      |      |      |      |      |

## Sehenswürdigkeiten
- Kirche Saint-Martin aus dem 12. Jahrhundert, Umbauten aus dem 16. Jahrhundert
- Reste der Priorei Sainte-Marie-et-Sainte-Madeleine von Montlivois aus dem 12. Jahrhundert, wieder errichtet im 15./16. Jahrhundert
- Schloss Les Bordeaux aus dem Jahre 1751, seit 1984 in Teilen als Monument historique eingeschrieben
- Herrenhaus La Danière aus dem 15./16. Jahrhundert, in Teilen seit 2003 als Monument historique eingeschrieben
- Schloss Milon, 1539 bis 1543 erbaut, nur noch in Resten erhalten (weitgehend 17. Jahrhundert)